# Burg Broggingen
Die Burg Broggingen ist eine abgegangene Höhenburg auf 253,1 m ü. NN nordwestlich des Ortsteils Broggingen im Flurgebiet „Bürklin“ der Stadt Herbolzheim im Landkreis Emmendingen in Baden-Württemberg.
Von der ehemaligen Burganlage ist nichts erhalten.